# Natural England
Natural England là một cơ quan công không thuộc bộ tại Vương quốc Anh được tài trợ bởi Bộ Môi trường, Thực phẩm và Nông thôn. Đó là trách nhiệm đảm bảo rằng môi trường tự nhiên ở Anh, bao gồm đất đai, thực vật, động vật, nước ngọt và môi trường biển, địa chất và đất, được bảo vệ và cải thiện. Nó cũng có trách nhiệm giúp mọi người tận hưởng, hiểu biết và tiếp cận môi trường tự nhiên.
Natural England tập trung các hoạt động và nguồn lực của mình vào bốn chiến lược:
- một môi trường tự nhiên lành mạnh
- tận hưởng môi trường tự nhiên
- sử dụng bền vững môi trường tự nhiên
- một môi trường tương lai an toàn